# Tisjön, Uppland
Tisjön är en sjö i Heby kommun och Sala kommun i Uppland och ingår i Dalälvens huvudavrinningsområde. Sjön har en area på 0,248 kvadratkilometer och ligger 56,4 meter över havet. Tisjön ligger i Färnebofjärden syd Natura 2000-område. Sjön avvattnas av vattendraget Tiån.

## Delavrinningsområde
Tisjön ingår i det delavrinningsområde (667114-155002) som SMHI kallar för Utloppet av Tisjön. Medelhöjden är 69 meter över havet och ytan är 6,25 kvadratkilometer. Räknas de 2 avrinningsområdena uppströms in blir den ackumulerade arean 21,66 kvadratkilometer. Tiån som avvattnar avrinningsområdet har biflödesordning 2, vilket innebär att vattnet flödar genom totalt 2 vattendrag innan det når havet efter 88 kilometer. Avrinningsområdet består mestadels av skog (88 procent). Avrinningsområdet har 0,24 kvadratkilometer vattenytor vilket ger det en sjöprocent på 3,9 procent.